# Adam Rozlach

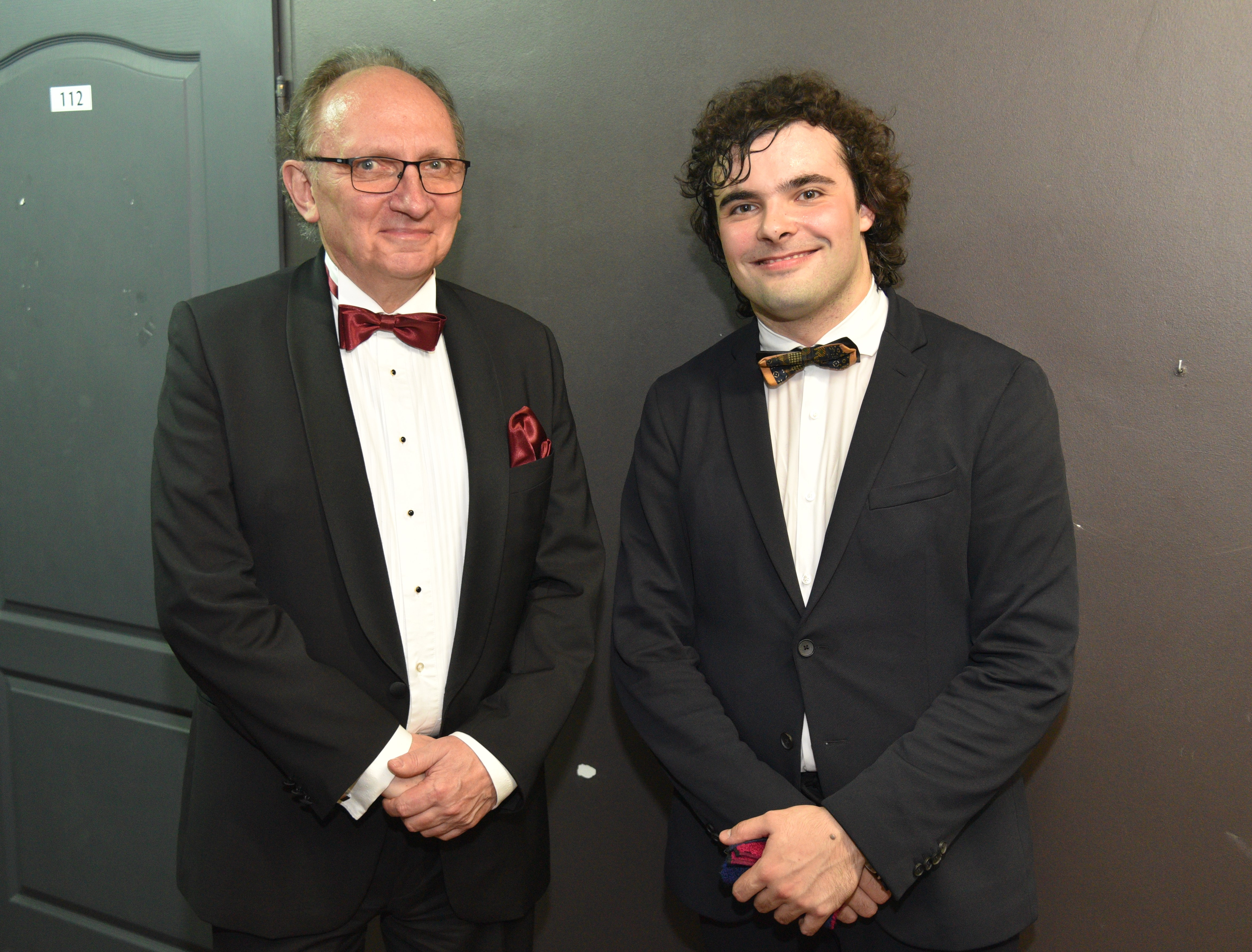
XXVIII Międzynarodowy Festiwal Muzyczny im. Krystyny Jamroz w Busku-Zdroju: redaktor Adam Rozlach i pianista Martín García García. Busko-Zdrój, BSCK, 5 lipca 2022 r.

Adam Rozlach (ur. 10 września 1956 w Katowicach) – polski dziennikarz muzyczny Programu I Polskiego Radia, prezenter TVP Kultura. Jest także komentatorem Międzynarodowego Konkursu Pianistycznego im. I.J.Paderewskiego w Bydgoszczy.

## Życiorys
Jest absolwentem Liceum Muzycznego (1975) i Akademii Muzycznej im. Karola Szymanowskiego w Katowicach (dyplom 1981). Ukończył Studium Doktoranckie przy Akademii Muzycznej im. Fryderyka Chopina w Warszawie (1985).
W 1979 rozpoczął pracę w Redakcji Muzycznej Radia Katowice. Od 1985 jest komentatorem Międzynarodowego Konkursu Pianistycznego im. Fryderyka Chopina, a także Międzynarodowego Konkursu Skrzypcowego im. Henryka Wieniawskiego w Poznaniu i Międzynarodowego Konkursu Dyrygentów im. Grzegorza Fitelberga w Katowicach na antenie Polskiego Radia i w TVP Kultura. W 1997 roku rozpoczął pracę w Redakcji Muzycznej programu IV Polskiego Radia - Radia BIS. W latach 2004–2007 był redaktorem naczelnym redakcji Muzyki Poważnej Polskiego Radia. Od 2007 jest dziennikarzem Radiowej Jedynki, a w latach 2010-2013 był kierownikiem Działu Kultury tej anteny. Juror nagrody krytyków Stowarzyszenia Polskich Artystów Muzyków „Orfeusz”, członek Rady Akademii Fonograficznej, juror Radiowego Konkursu Muzycznego "Prix Bohemia" w Brnie z 2001. W 2005 był jurorem Międzynarodowego Konkursu Radiowego "Prix Italia" w Mediolanie.
Jest autorem książki „Spełnione marzenia” Barbary Hesse-Bukowskiej, która jest wynikiem rozmów, jakie przeprowadził z polską pianistką, laureatką II nagrody na IV Międzynarodowym Konkursie Pianistycznym im. Fryderyka Chopina.
Laureat Nagrody Rady Programowej Polskiego Radia za rok 2013 za cykl audycji Koncert Chopinowski i promowanie wybitnych dzieł muzyki poważnej. Wyróżniony medalami Stowarzyszenia Polskich Artystów Muzyków:
- za wybitną publicystykę muzyczną na łamach czasopism (1987),
- za zasługi dla muzyki polskiej (2008).

Odznaczony przez Prezydenta RP Srebrnym Krzyżem Zasługi za zasługi dla Polskiego Radia (11 XI 2011).

## Audycje autorskie

### Polskie Radio (wybrane)
- Album Chopinowski (PR Katowice)
- Muzyczne pejzaże (PR Katowice)
- Z kompaktowego Parnasu (PR Katowice)
- W muzycznym saloniku (PR Katowice)
- Kronika wydarzeń muzycznych (PR Katowice)
- Radiowy przewodnik muzyczny (PR Katowice)
- Fermata - prowadzenie magazynów publicystyki muzycznej w Radiu BIS
- Galeria Mistrzów (Radio BIS)
- Klasyczne Lato z Radiem[4] (2007-2008, 2017) - PR 1
- Koncert Chopinowski - PR 1

### Telewizja (wybrane)
- program muzyczny w OTVP w Katowicach „Na czarno białej klawiaturze” - autor programu
- „Nagroda Fundacji Muzycznej Léonie Sonning” dla Krystiana Zimermana w Kopenhadze - autor programu
- transmisja koncertów Wielkiej Orkiestry Synfonicznej Polskiego Radia w TVP2 - prezenter, komentator
- prowadzenie studia TVP Kultura: Międzynarodowe Konkursy Pianistyczne im. Fryderyka Chopina (2005-2015) oraz Międzynarodowe Konkursy Skrzypcowe im. Henryka Wieniawskiego i Międzynarodowe Konkursy Dyrygenckie im. Grzegorza Fitelberga

## Odznaczenia
- 1987 – honorowy medal Stowarzyszenia Polskich Artystów Muzyków za wybitną publicystykę muzyczną oraz za całokształt działalności publicystycznej w dziedzinie muzyki[5]
- 2008 – odznaczony medalem Stowarzyszenia Polskich Artystów Muzyków „Za zasługi dla muzyki polskiej”,
- 2011 – odznaczony przez Prezydenta RP Srebrnym Krzyżem Zasługi za wybitne zasługi dla Polskiego Radia[6].